# 素手
| ウィキペディアには「素手」という見出しの百科事典記事はありません（タイトルに「素手」を含むページの一覧/「素手」で始まるページの一覧）。 代わりにウィクショナリーのページ「素手」が役に立つかもしれません。 |